# Fokker F-14
Die Fokker F-14 (Atlantic-Fokker Model 14) war ein einmotoriges Fracht- und Verkehrsflugzeug des US-amerikanischen Herstellers Fokker Aircraft Corporation of America, einer Tochtergesellschaft von Fokker, vom Anfang der 1930er Jahre. Als Y1C-14 und Y1C-15 wurden auch militärische Varianten für das United States Army Air Corps (USAAC) gebaut. Nachdem im Mai 1929 General Motors eine 41-prozentige Beteiligung an der Fokker Aircraft Corporation of America erworben hatte und ein Jahr später das Unternehmen in General Aviation Corporation (GAC) umbenannt worden war, erfüllte die GAC die Produktionsverpflichtungen von Fokker. 
Die F-14 ist nicht zu verwechseln mit dem in den Niederlanden gebauten Muster F.XIV. Die Bezeichnung F-14 wurde vom US-Militär viel später an das Kampfflugzeug Grumman F-14 Tomcat vergeben.

## Geschichte

### Zivile Verwendung
Die Entwicklung der F-14 begann Ende der 1920er Jahre mit dem Wunsch von altgedienten Piloten der Western Air Express nach einem großen einmotorigen Flugzeug, das nach dem Vorbild der traditionellen Postflugzeuge ausgelegt sein sollte. Entsprechend sah Fokker für den Piloten ein offenes Cockpit vor, das hinter der Tragfläche angeordnet war. Um bessere Sichtverhältnisse für den Piloten zu schaffen, wurde die Tragfläche über dem Rumpf aufgeständert, sodass ein für Fokker untypischer Hochdecker entstand. Auch die Lockheed Air Express wurde in der gleichen Auslegung nach den Vorgaben von Western Air Express konzipiert.
Neben der Verwendung als Postflugzeug, wobei eine Nutzlast von 730 kg transportiert werden konnte, wurde die F-14 auch als Verkehrsflugzeug eingesetzt. Es konnten entweder 6 Passagiere plus Pilot und einer Fracht von 160 kg oder 8 Passagiere nur mit ihrem Gepäck transportiert werden. Das Gepäckabteil für den Luftposttransport hatte die Größe 127 cm × 127 cm × 290 cm. Der meistverwendete Antrieb bestand aus einem Neunzylinder-Sternmotor des Typs Pratt & Whitney R-1690 Hornet mit 525 PS. Die F-14 erhielt ihre Musterzulassung (Approved Type Certificate ATC #234) am 21. September 1929. Der Preis ab Werk betrug anfangs 26.500 US-Dollar, wurde später aber auf 22.500 US-Dollar gesenkt.
Eine Weiterentwicklung der F-14 war die F-14A, bei der Fokker zur üblichen Auslegung als Schulterdecker zurückkehrte. Die Tragfläche lag damit auf dem Rumpf und das jetzt geschlossene Cockpit rückte vor die Tragfläche. Das Aussehen der F-14A erinnerte damit stark an die frühere Fokker Super Universal. Die Passagierzahl wurde auf sieben bis neun erhöht. Ein Flugzeug, das später nach Costa Rica verkauft wurde, erhielt unter der Bezeichnung F-14B einen 575 PS leistenden Pratt & Whitney HornetB. Die Tragfläche wurde bei diesem Einzelexemplar noch tiefer in den Rumpf heruntergezogen.
Von den 14 gebauten zivilen Maschinen exportierte Fokker sechs nach Kanada (Western Canada Airlines), vier erhielt Western Air Express, später Transcontinental-Western Air Lines.

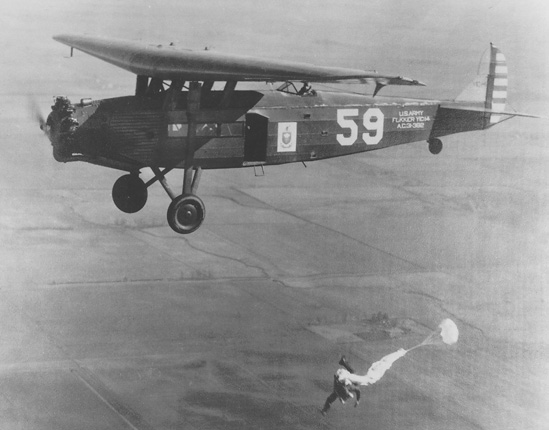
C-14 der Air Corps Technical School

### Militärischer Einsatz
Von den 14 gebauten zivilen F-14 wurden nur zehn an Fluggesellschaften verkauft. Eine der verbleibenden Maschinen lieh Fokker an das US Army Air Corps aus, was nach der Erprobung zu einer Bestellung von 20 Exemplaren durch das USAAC führte. Die Bezeichnung der F-14 im militärischen Dienst war anfangs Y1C-14, später C-14. Als Antrieb wurde durchgehend ein Wright Cyclone R-1820-7 mit 575 PS oder nach einer anderen Quelle ein Wright R-1750-13 mit 525 PS verwendet.
Die letzten beiden gelieferten Y1C-14 wurden nach Motorwechseln umbenannt. Die Y1C-14A erhielt einen Wright R-1820E-7 mit 575 PS und einen Dreiblattpropeller, während die Y1C-14B mit einem 525 PS leistenden Pratt & Whitney R-1690-5 ausgestattet wurde. Eine dritte Y1C-14 wurde 1932 zu einem Sanitätsflugzeug umgebaut, das drei Tragen und die zugehörige Ausrüstung aufnehmen konnte. Dieses Flugzeug erhielt die neue Bezeichnung Y1C-15. Nach der Indienststellung wurde das „Y1“-Präfix von allen C-14-Varianten und der einzelnen C-15 entfernt.

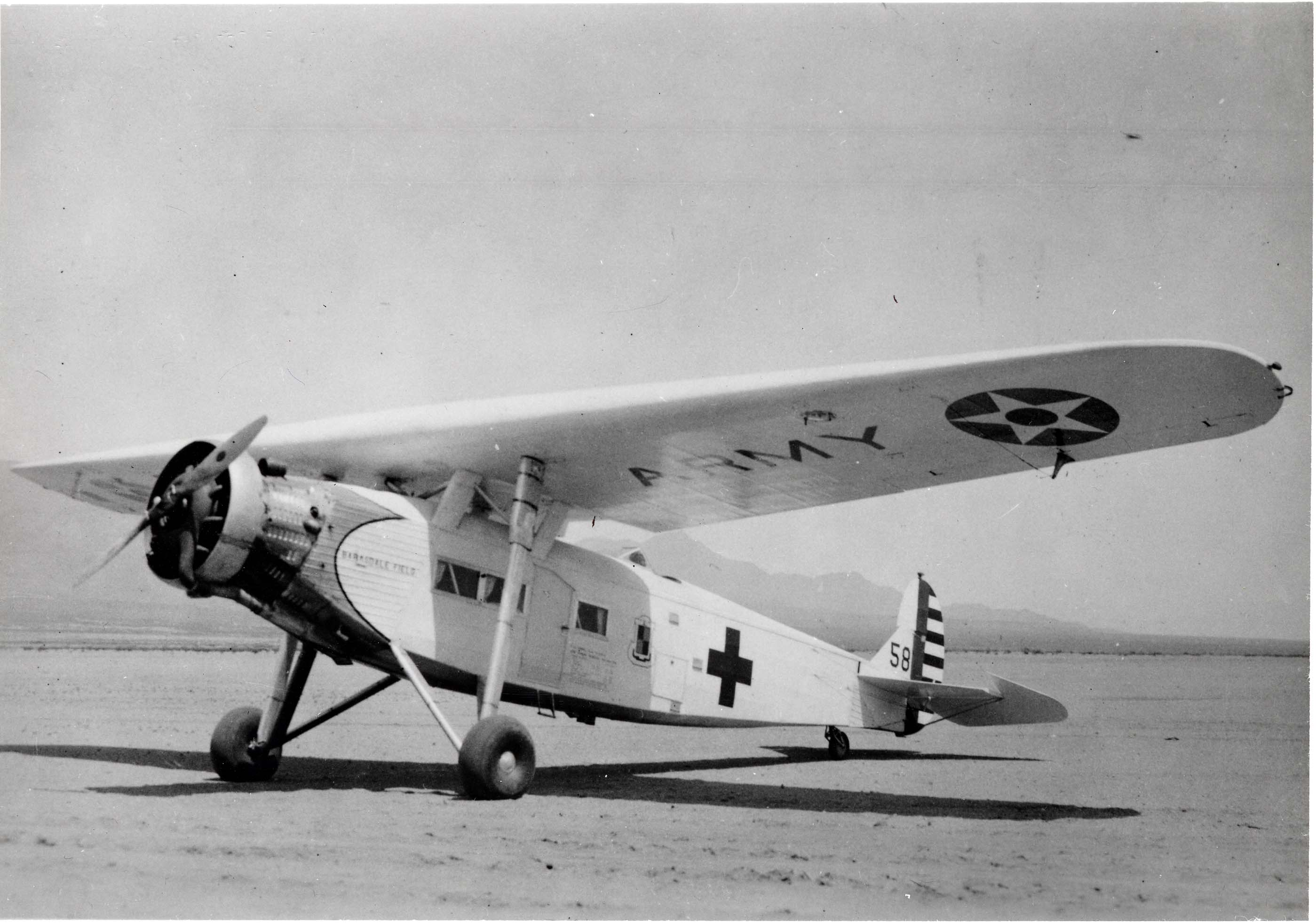
Ambulanzflugzeug Y1C-15

Der Einsatz der 18 C-14 und der C-14A umfasste vorwiegend allgemeine Transportaufgaben, nachdem sie auf die neun größten Stützpunkte des USAAC verteilt worden waren. Ab 1935 wurde die C-14B auf dem Wright Field als fliegender Prüfstand bei der Entwicklung eines automatischen Landesystems (Sperry Giro Pilot) eingesetzt. Ende der 1930er Jahre ersetzte das USAAC die C-14 und C-15 durch modernere Baumuster.

## Konstruktion
Die F-14 war ein mit einem feststehenden (starren) Fahrwerk ausgestatteter Hochdecker. Die einteilige, freitragende Tragfläche war in klassischer Fokker-Holzbauweise intern verspannt und mit Sperrholz beplankt. Das dicke Profil entsprach dem Typ den Fokker auch sonst in seinen damaligen Verkehrsflugzeugen einsetzte. Die Auslegung mit zwei N-Streben auf dem Rumpf, auf denen die Tragfläche aufgeständert war, war jedoch eine deutliche Abweichung von der üblichen Fokker-Bauweise. Der Rumpf hatte eine tragende Struktur bestehend aus einem geschweißten Gerüst aus rostfreien Stahlrohren. Die obere Rumpfhälfte war über die gesamte Länge mit gewelltem Duralumin-Blechen verkleidet. Der restliche Rumpf wurde mit Holzformteilen in eine annähernd ovale Form gebracht und mit Stoff bespannt. Auf der linken Seite befand sich die Zugangstür zum Passagierraum. Zur Standardausstattung gehörten Metallpropeller, Navigationslichter, ein Spornrad sowie ein Handkurbelanlasser.

## Technische Daten
Daten aus Joseph P. Juptner (1966), S. 103
| Kenngröße                     | F-14                                                       | Postflugzeug |
| ----------------------------- | ---------------------------------------------------------- | ------------ |
| Besatzung                     | 1                                                          | 1            |
| Passagiere                    | 6 bis 8                                                    | 0            |
| Länge                         | 13,22 m                                                    |              |
| Spannweite                    | 18,12 m                                                    |              |
| Höhe                          | 3,94 m                                                     |              |
| Flügelfläche                  | 51,1 m²                                                    |              |
| Leermasse                     | 1973 kg                                                    | 1925 kg      |
| Startmasse                    | 3265 kg                                                    | 3265 kg      |
| Nutzlast mit 680 L Treibstoff | 662 kg                                                     | 707 kg       |
| Höchstgeschwindigkeit         | 220 km/h                                                   |              |
| Reisegeschwindigkeit          | 187 km/h                                                   |              |
| Landegeschwindigkeit          | 89 km/h                                                    |              |
| Steigleistung                 | in 10 min auf 1830 m                                       |              |
| Gipfelhöhe                    | 4420 m                                                     |              |
| Antrieb                       | 1 × Sternmotor Pratt & Whitney HornetA mit 525 PS (386 kW) |              |